# Commercio elettronico

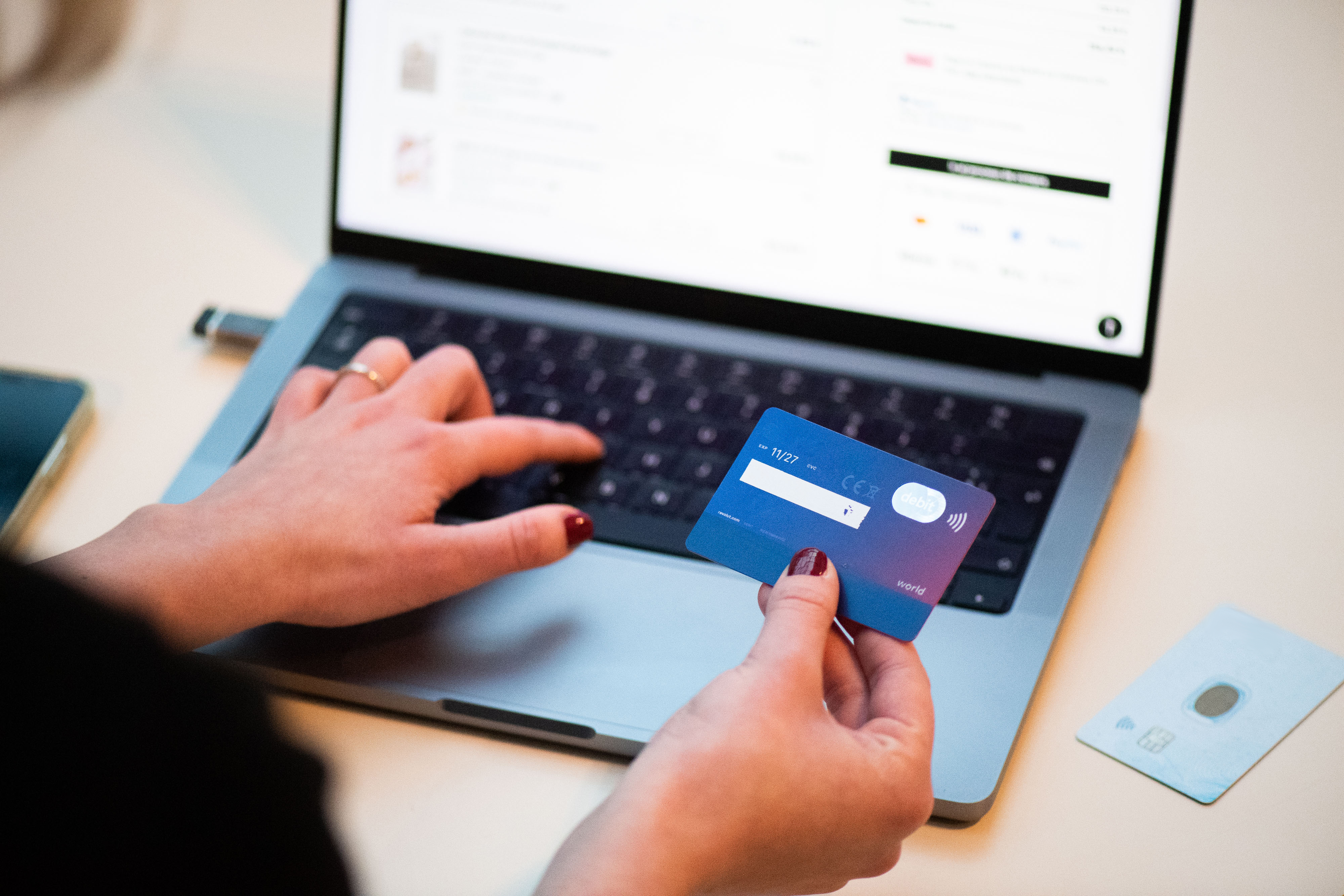
Disponendo di una connessione ad internet si possono effettuare acquisti in remoto

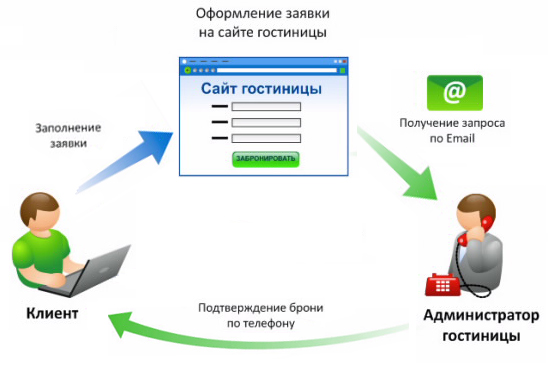
Schema logico del commercio via Internet

Il commercio elettronico (in inglese e-commerce o eCommerce) è l’insieme delle transazioni per la vendita e l’acquisto di beni e servizi tramite Internet. Questo tipo di commercio permette alle aziende e ai consumatori di effettuare operazioni commerciali senza la necessità di essere fisicamente presenti nello stesso luogo.

## Descrizione

### Evoluzione del termine
Il termine commercio elettronico ha subito una notevole evoluzione nel corso degli anni. Ecco una panoramica delle principali tappe:

#### Anni '70 e '80: le origini
Il concetto di commercio elettronico nasce negli anni '70 con l’introduzione dell’Electronic Data Interchange (EDI), un sistema che permetteva lo scambio elettronico di documenti commerciali come ordini d’acquisto e fatture tra aziende. Questo sistema era utilizzato principalmente da grandi imprese e settori come quello dei trasporti e della logistica.

#### Anni '90: l'avvento di Internet
Con la diffusione di Internet negli anni '90, il commercio elettronico ha iniziato a prendere forma come lo conosciamo oggi. Nel 1994, Netscape ha lanciato il primo browser con protocollo crittografico Secure Socket Layer (SSL), che ha reso possibili le transazioni online sicure. Questo ha aperto la strada alla creazione dei primi siti di e-commerce, come Amazon e eBay, che hanno iniziato a vendere prodotti direttamente ai consumatori.

#### Anni 2000: la crescita esponenziale
Negli anni 2000, l'e-commerce ha visto una crescita esponenziale grazie alla maggiore diffusione di Internet e alla nascita di nuove tecnologie. Le aziende hanno iniziato a investire pesantemente nelle piattaforme online, migliorando l’esperienza utente e introducendo nuovi metodi di pagamento. Questo periodo ha visto anche l’emergere del mobile commerce (m-commerce), con l’aumento dell’uso di smartphone e tablet per gli acquisti online.

#### Anni 2010: la rivoluzione digitale
Negli anni 2010, il commercio elettronico è diventato una componente fondamentale dell’economia globale. L’integrazione con i social media, l’uso di big data e l’intelligenza artificiale hanno trasformato l’e-commerce in un ecosistema complesso e altamente personalizzato. Le piattaforme di e-commerce hanno iniziato a offrire esperienze d’acquisto sempre più personalizzate, basate sui dati e sulle preferenze degli utenti.

#### Oggi: un settore in continua evoluzione
Oggi, il commercio elettronico continua a evolversi con l'introduzione di nuove tecnologie come la realtà aumentata (AR) e la realtà virtuale (VR), che offrono esperienze d’acquisto immersive. Inoltre, l’uso di blockchain e criptovalute sta iniziando a influenzare il modo in cui vengono effettuate le transazioni online.

### Tipologie
Esistono diverse tipologie di e-commerce. A volte, un sito serve contemporaneamente delle tipologie diverse di clientela:
- B2B (Business to Business): transazioni tra aziende.
- B2C (Business to Consumer): transazioni tra aziende e consumatori finali.
- C2C (Consumer to Consumer): transazioni tra consumatori, spesso facilitate da piattaforme online come eBay. Questo tipologia di sito, chiamata anche "Marketplace", viene usata anche da brand che vendono B2C o D2C come ad esempio Ikea ed il suo marketplace per arredo di seconda mano[5]. I siti e-commerce C2C o Marketplace hanno caratteristiche uniche che permettono ad un utente di creare inserzioni o annunci, verificare pagamenti, e svolgere tutta una serie di funzioni che sarebbero normalmente lasciate agli amministratori del sito e-commerce.
- D2C (Direct to Consumer): transazioni tra aziende e consumatori finali. D2C è un sottoinsieme della tipologia di e-commerce B2C. A differenza del B2C, dove la definizione lascia spazio ad aziende che comprano prodotti di altri brand da grossisti e rivendono al dettaglio, nel modello D2C le aziende approfittano del vantaggio offerto dalla rete di poter accedere direttamente al consumatore finale, senza dover trovare grossisti, distributori, e rivenditori. I siti e-commerce D2C sono simili ai siti e-commerce B2C ma sono quasi esclusivamente monomarca, ed il design del sito lascia molto spazio al branding del venditore (cosa che un sito B2C potrebbe fare meno, volendo fare leva sulla brand equity dei prodotti rivenduti).

## Vantaggi e problematiche
Il commercio elettronico offre numerosi vantaggi, ma presenta anche alcune problematiche. Ecco una panoramica:

### Vantaggi
- Accesso globale: Un negozio online può raggiungere clienti in tutto il mondo, superando le limitazioni geografiche.[6]
- Costi ridotti: Gestire un e-commerce è generalmente meno costoso rispetto a un negozio fisico. Non ci sono spese per l’affitto di locali o per il personale[6].
- Aperto 24/7: Un negozio online è sempre aperto, permettendo ai clienti di fare acquisti in qualsiasi momento[7].
- Personalizzazione: È possibile offrire un’esperienza d’acquisto personalizzata basata sulle preferenze e sul comportamento dei clienti.[7]
- Raccolta dati: Gli e-commerce possono raccogliere dati sui clienti per migliorare le strategie di marketing e ottimizzare le vendite2.[7]

### Problematiche
- Competizione elevata: La concorrenza è globale, il che può rendere difficile emergere, soprattutto per le piccole imprese.[8]
- Assenza di contatto fisico: I clienti non possono toccare o provare i prodotti prima dell’acquisto, il che può influire sulla loro decisione.[8]
- Sicurezza: La protezione dei dati personali e delle transazioni è cruciale e richiede investimenti in sicurezza informatica.[6]
- Logistica: La gestione delle spedizioni e dei resi può essere complessa e costosa.[8]
- Supporto clienti: Fornire assistenza ai clienti in tempo reale può essere difficile, soprattutto per le piccole aziende.[8]

## Ottimizzazione per i motori di ricerca (SEO)
Un ecommerce deve avere una buona ottimizzazione per i motori di ricerca. Ad esempio dovrebbe compiere le seguenti operazioni:
- attivare i moduli SEO per il CMS usato;
- scegliere il Protocollo HTTPS;
- attivare la Sitemap XML e il file Robots.txt;
- assicurarsi di usare la versione più recente del CMS adottato;
- assicurarsi l'inserimento dei Rich Snippets;
- inserire la parola chiave principale nel primo paragrafo;
- Content Pruning (rimozione dei contenuti obsoleti che non possono più essere utili agli utenti);
- inserire le parole chiave nei tag H1;
- denominare correttamente le immagini (non per esempio "tr_1009_nh.jpg") ed usare sempre il tag ALT;
- usare sempre il tag TITLE nei link;
- applicare il Nofollow per i link non necessari;
- applicare lo schema markup. Ad esempio:<div class=”product-view” itemscope itemtype=”http://sito.org/Product“>

## Valore economico del commercio elettronico
Nel 2012 una ricerca italiana ha calcolato che il fatturato complessivo delle aziende italiane off-line (aziende che hanno una struttura fisica reale e non sviluppano il loro business esclusivamente sul web, come i club di gioco on-line) che usano il web per vendere i propri prodotti e/o servizi è di circa 10 miliardi di euro. I settori più importanti sono risultati il turismo (46%), l'abbigliamento (11%), l'elettronica-informatica (10%) e le assicurazioni on-line (10%).
Nel 2015 secondo Confindustria Digitale, il commercio elettronico con il mercato digitale varrebbe 6,6 punti di Prodotto interno lordo italiano, generando 700.000 posti di lavoro in cinque anni, dei quali, secondo le stime di Federprivacy, fino a 70.000 esperti di protezione dati.
Secondo dati Nielsen, nel 2019 il commercio elettronico in Italia rappresenterebbe l'1,6% del valore della Grande distribuzione organizzata, compreso fra i 100 e 150 miliardi di euro.

## Questione ambientale
Secondo Josue Velazquez-Martinez, docente di logistica sostenibile al MIT di Boston, la consegna con opzione supplementare "veloce" richiede un dispendio di energia tre volte maggiore rispetto alla consegna tradizionale.
Restituire la merce costa molto in termini climatici. Secondo i dati raccolti da PresaDiretta, i resi sono aumentati del 66% tra il 2010 e il 2015. Inoltre i molti imballaggi creati ai fini del commercio elettronico provocano un pesante impatto ambientale.
Fabio Iraldo, docente all’Istituto di Management della Scuola Superiore Sant'Anna di Pisa, ha paragonato l'impatto ambientale dei costi dello spostamento fisico in un negozio con l'ecommerce. Egli sostiene che comprare online diventa conveniente dal punto di vista ambientale quando la distanza fisica supera i 15 km. Nei restanti casi l'ecommerce ha un impatto negativo in termini di trasporto e di imballaggio.

## Riferimenti normativi
Decreto legislativo 9 aprile 2003, n. 70, «Attuazione della direttiva 2000/31/CE relativa a taluni aspetti giuridici dei servizi della società dell'informazione nel mercato interno, con particolare riferimento al commercio elettronico».
Nello specifico, tre sono le disposizioni degne di nota:
- Articolo 14: responsabilità nell’attività di semplice trasporto. Chi fornisce servizi di trasporto non è responsabile delle informazioni trasmesse a patto che:

1. non dia origine alla trasmissione;
2. non selezioni il destinatario della trasmissione;
3. non selezioni né modifichi le informazioni trasmesse.

- Articolo 15: si occupa di chi fa copie temporanee per il supporto al funzionamento della rete internet. Si tratta di Caching e afferma:

1. non modifichi le informazioni;
2. si conformi alle condizioni di accesso alle informazioni.»

- Articolo 16: protegge chi fornisce servizio di hosting- chi ti fornisce spazio web. Questa norma dice che chi fornisce un servizio di hosting, non risponde dell’illiceità del contenuto caricato, diffuso e comunicato al pubblico dai suoi utenti a certe condizioni:

1. la non conoscenza del fatto che l’attività o l’informazione è illecita;
2. pronta ed attiva rimozione di contenuti se segnalati come illeciti.

Sebbene non serva un controllo preventivo, tuttavia grandi piattaforme come ad esempio YouTube, avrebbero l’obbligo di implementare tecnologia di filtraggio per il controllo di contenuti che violino il diritto d’autore.
A tale decreto si aggiungono le seguenti norme:
- Artt. 7, 7-bis del Decreto-legge 27 luglio 2005, n. 144, «Misure urgenti per il contrasto del terrorismo internazionale», detto "Decreto Pisanu" ( versione online.);
- Regolamento generale sulla protezione dei dati (GDPR, ufficialmente Regolamento UE n. 2016/679,  versione online.);
- Decreto legislativo 30 giugno 2003, n. 196 «Codice in materia di protezione dei dati personali» ( versione online.).